# رود ماتسستا
رود ماتسستا (انگلیسی: Matsesta) یک رودخانه در سرزمین کراسنودار کشور روسیه است.